# Brian May
Sir Brian Harold May (London, 1947. július 19. –) angol gitáros és dalszerző, a Queen rockegyüttes szólógitárosa. Gyermekkorában először bendzsón és zongorán tanult játszani, majd apjával közösen építettek egy gitárt, amelynek a Red Special nevet adta, és amellyel egész pályafutása során játszott. Az iskolai évei alatt tudományos pályára készült, de ezzel párhuzamosan több egyetemi zenekarnak is a tagja volt. 1970-ben alapító tagja volt a Queennek, amellyel később világhírűvé vált. A kezdetektől fogva Freddie Mercury mellett ő írta a legtöbb dalt a lemezeikre, ezek közül több sikeres és elismert sláger lett, mint a „Keep Yourself Alive”, a „We Will Rock You”, vagy a „Hammer to Fall”. Erőteljes, aprólékosan megtervezett gitárjátékával, és könnyen felismerhető dallamaival nagy része volt a Queen hangzásának kialakításában. Ezenfelül rendszeresen vokálozott, több Queen-dalban énekelt, akusztikus gitáron, zongorán és szintetizátoron játszott, és – főleg az 1970-es években – egyéb hangszerekkel is kísérletezett.
1983-ban adta ki első szólólemezét Star Fleet Project címen, amellyel a példaképei előtt tisztelgett, majd Mercury halála után még inkább a szólókarrierjére koncentrált: az 1993-ban megjelenő Back to the Light mérsékelt sikert ért el Angliában, de az utána következő 1998-as Another World, és az azonos című film zenéjét tartalmazó 2000-es Furia kevés feltűnést keltett. Az énekes halála óta Roger Taylor dobossal karöltve több, az együttes nevéhez fűződő produkcióban vett részt, több régi dalukat dolgozták fel újra más előadókkal, és a We Will Rock You musical megalkotásában is részt vettek. Ezek a produkciók jellemzően kereskedelmileg voltak sikeresek, a kritikusok általában negatívan írtak róluk, és gyakran vádolták azzal Mayt és Taylort, hogy egykori együttesük elmúlt sikeréből akarnak tőkét kovácsolni. 2004 és 2009 között Paul Rodgers énekessel a Queen + Paul Rodgers formáció keretében turnéztak, és adtak ki lemezeket, de sem kritikailag, sem kereskedelmileg nem voltak sikeresek.
2007-ben tovább folytatta korábban félbehagyott tanulmányait, és doktori címet szerzett asztrofizikából az Imperial College-ban. Három tudományos könyv társszerzője. Kétszer nősült: első felesége 1974 és 1988 között Christine Mullen volt, második feleségét, a színésznő Anita Dobsont 1988-ban ismerte meg, és 2000-ben vette el.

## Élete

### Gyermekkora és tanulmányai
Brian May 1947. július 19-én született Angliában, a middlesex-i Hamptonban. Szülei Ruth és Harold May voltak. Harold szakmája elektroműszerész volt, és a Légügyi Minisztériumban dolgozott műszaki rajzolóként. May egész kiskorától kezdve szerette a zenét, ezt látva szülei zongoraórára járatták, amit viszont akkoriban még nem szeretett, mert elvette a szabad hétvégéit. Hatévesen az apja – George Formby rajongójaként – megtanította ukulelén játszani, ami viszont megtetszett Maynek, így a hetedik születésnapjára kapott egy spanyolgitárt. Az ukulelén megismert akkordokat próbálta játszani a gitáron, de a vastag nyak miatt csak nehezen boldogult vele. Többek között emiatt az apjával átalakították a hangszert, könnyítettek a fogásán, és elektromos hangszedőket is építettek bele.
Ekkoriban kezdte hallgatni Buddy Holly, The Everly Brothers és Lonnie Donegan zenéjét, valamint nagy rajongójává vált a Crickets-nek. Közben a zongorázást is megkedvelte, és kilencévesen negyedik szintű vizsgát tett belőle. 1958-ban, 11 évesen beíratták a hamptoni gimnáziumba, ahol egész végig kiváló eredményeket ért el, és egyre jobban érdekelni kezdte a csillagászat. A gimnáziumban tovább folytatta a gitározást, és sokat barátkozott az ugyancsak zenész iskolatársaival. Időközben egyre jobban szeretett volna már egy valódi elektromos gitárt, de a szülei nem tudták volna megfizetni, ezért 1963 augusztusában az apjával közösen hozzáláttak, hogy saját maguk építsenek egyet. Másfél év alatt építették meg a gitárt, amelynek egyetlen boltban vásárolt alkatrésze a Burns márkájú hangszedő volt, ezen felül csak újrahasznosított anyagokat használtak fel: egy régi kandallópárkány darabját, egy motorkerékpár szeleprugóit, és gyöngyház berakásos gombokat.
1963 elején pár iskolatársával zenekart alapított, a nevük 1984 lett George Orwell azonos című regénye alapján. Az együttesben May gitározott, Tim Staffell énekelt és harmonikázott, Richard Thompson dobolt, Dave Dilloway basszusgitározott, és John Sanger zongorázott. Sosem értek el nagy sikert, jórészt feldolgozásokat játszottak, és kisebb rendezvényeken léptek fel. May szerint: „Az 1984 vonzódott a technikai újdonságokhoz és lenézte a bluest. De a Yardbirds valósággal sugározta magából a nyílt szexualitást és a haragot, és a The Who-val együtt pusztító erő és anarchikus szellem áradt belőlük.” 1967. december 23-án a londoni Olympiában a Pink Floyd és Jimi Hendrix után léptek fel. „Abba a felszerelésbe dugtam a gitáromat, amit Hendrix is használt.” – mondta később May. – „Amikor ő játszott rajta, úgy szólt, mintha az egész világ megelevenedne. Nálam meg úgy, mint egy tranzisztoros rádió.” Önbizalmát elvesztve 1968 elején kilépett a zenekarból, és inkább a tanulásra koncentrált. A különböző vidéki kutatási lehetőségeket mégis visszautasította, nem kis részben azért, mert továbbra is szándéka volt a zenével foglalkozni, és erre a legjobb esélye Londonban volt.

### A Smile együttes
May és Staffell továbbra is tartották a kapcsolatot, és szándékuk volt egy ütőképes zenekar összehozása. Feladtak egy hirdetést az Imperial hirdetőtábláján, amelyben egy „Mitch Mitchell/Ginger Baker típusú” dobost kerestek, így találtak rá Roger Taylorra. Az új együttesüket Smile-nak nevezték el, és 1968. október 26-án az Imperial College-ben, a Pink Floyd előzenekaraként mutatkoztak be. Később sokat játszottak az Imperial College-ben, és nagyrészt csak ott tudtak próbálni is, ezért lassan úgy tekintettek rájuk, mint az egyetem házi együttesére. Az itt adott koncerteken csak előzenekarok lehettek, olyan főelőadók mellett mint a Pink Floyd, a Yes, vagy a T. Rex. Taylor közbenjárásának köszönhetően több koncertet adhattak Truroban is, ezen alkalmakkor vagy Taylor édesanyjánál, vagy barátoknál szálltak meg. A repertoárjuk nagyrészt feldolgozásokból állt: játszották Tom Hardintól az „If I Was a Carpenter”-t, és a Tommy James and the Shondells-től a „Mony Mony”-t. Saját dalaik közt volt Staffel „Earth”-je és May „See What a Fool I’ve Been”-je.
1969 elején Taylor és May megismerték Freddie Mercuryt, aki Staffel évfolyamtársa volt a művészeti iskolában. Jól kijöttek egymással, a közös kapcsolódási pontjuk Jimi Hendrix volt, akit mindannyian istenítettek. Mercury onnantól kezdve rendszeresen eljárt a próbákra, és sok ötlete volt velük kapcsolatban, például hogy nagyobb hangsúlyt fektessenek a színpadi produkcióra. 1969. április 19-én felléptek a londoni Revolution klubban. A fellépés felvétele eljutott Lou Reiznerhez, a Mercury Records egyik vezetőjéhez, aki szerződést kötött az együttessel. 1969 júniusában a Trident Studiosban felvettek két dalt John Anthony produceri felügyelete mellett. 1969 augusztusában a Mercury Records Amerikában kiadta az „Eart”/„Step On Me” kislemezt, de az bármiféle érdeklődés nélkül eltűnt a süllyesztőben. A Mercury ettől függetlenül nem tett le arról, hogy egy teljes lemezt készítsen az együttessel, így 1969 végén a De Lane Lea Studiosban Fritz Freyer producer társaságában felvettek néhány dalt: az „April Lady” eredetileg Stanley Lucas dala volt, a „Blag” Taylor instrumentális kompozíciója, a „Polar Bear”-t pedig May szerezte, és ő is énekelte. A dalok azonban nem győzték meg a Mercury döntnökeit, így végül mégsem jelenhettek meg.
A kudarcok hatására a tagok eltávolodtak egymástól. May egyre inkább a tudományos munkára koncentrált, és 1970 elején több hétre Tenerifére utazott, hogy részt vegyen egy kutatásban. Mire visszatért, a gyorsabb sikerre vágyó Staffel azzal a hírrel fogadta, hogy kiszáll az együttesből.  Az énekes nélkül maradt együtteshez 1970 áprilisában csatlakozott Mercury, és az ő tanácsára Queenre változtatták a nevüket. Több basszusgitáros is megfordult a zenekarban, míg végül 1971-ben John Deacon került a posztra. Nem sokkal később kis szerencsével lemezszerződést kötöttek a Trident Studiosszal.

### A Queen együttes
- Keep Yourself AliveHangminta a Queen album „Keep Yourself Alive” című dalából. Mercury szerint ez a dal fejezte ki a legjobban a Queen stílusát 1973-ban.[25]

Nem tudod lejátszani a fájlt?
Az együttes első kislemezét, az 1973. július 6-án megjelent „Keep Yourself Alive”-ot May írta. Az első közös lemezük, a Queen 1973. július 13-án jelent meg, és a kislemezhez hasonlóan nyers, gitárvezérelt hangzása volt, amely többek közt annak is köszönhető, hogy May nem kötött semmilyen kompromisszumot a gitárhangzását illetően. Elvetette a hangmérnökök tanácsát a különböző zajszűrő szerkezetekről, és természetes hangzást rögzítettek. A kislemez és az album mégsem lett sikeres, ami nagy csalódás volt Maynek is. Az 1974. március 8-án megjelenő Queen II-t Mercury ötletére fekete és fehér oldalakra osztották, és a fehér oldalra May lírai, érzelmeket közvetítő dalai kerültek. Az albumot követő amerikai turné nagy élmény és inspiráció volt számukra, de félúton kiderült, hogy Maynek fertőző májgyulladása van, ezért azonnal haza kellett utazniuk. A szünetet kihasználva az együttes a stúdióba ment, hogy elkezdjék rögzíteni a következő lemezüket, de May újra megbetegedett, ezúttal nyombélfekéllyel. Amíg a többiek a stúdióban dolgoztak, ő a kórházban lábadozott, és attól félt, hogy hátráltatja az együttest. A többieknek azonban eszébe sem jutott helyettesíteni őt, a gitárszólókkal megvárták amíg felépül. Az 1974. november 8-án megjelenő Sheer Heart Attack végre meghozta az együttes első nagyobb sikerét, és a „Now I’m Here”, amelyet May az amerikai élményeikről írt, kislemezként a tizenegyedik helyet érte el Angliában.
Ekkorra érezték elérkezettnek az időt, hogy függetlenedjenek a Tridenttől, de a beléjük fektetett pénz miatt kárpótlást kellett fizetniük. Ezután új menedzsment után néztek, a zűrzavaros időszakban pedig felröppent az a hír is, hogy feloszlik az együttes, és Maynek ajánlatot tett a Sparks együttes, amit ő visszautasított. Végül John Reid cégéhez szerződtek. Az 1975. október 31-én megjelent „Bohemian Rhapsody” kislemezzel, és az egy hónapra rá kiadott, nagyon aprólékosan kidolgozott A Night at the Opera albummal nagy sikert értek el Angliában és Európában. A lemezt négy hónapig csiszolgatták hét különböző stúdióban, gyakran egyszerre kettőben, a legmodernebb, huszonnégy sávos felvételi módszerek kihasználásával. A lemezre költött összeget 40 és 50 ezer font közé becsülik, ami akkoriban óriásinak számított. 1976-ban egy nagyon hasonló lemezzel, az A Day at the Races-el jelentkeztek, amelyen a kislemezként is megjelenő „Tie Your Mother Down” May dala volt.
Az aprólékosan elkészített, túldíszített lemezek után úgy döntöttek, hogy visszatérnek az alapokhoz, és egy kemény, nyers albumot vesznek fel. Ez volt az 1977. október 28-án megjelenő News of the World. Az albumról megjelent a nagyon sikeres „We Are the Champions”/„We Will Rock You” kislemez – előbbi Mercury, utóbbi May szerzeménye –, mindkét dalt azzal a gondolattal írták meg, hogy a közönség könnyen tudja énekelni velük együtt a koncerteken. Az ezt követő turnékon May szavaival élve sikerült meghódítaniuk Amerikát. Miután az apja, aki addig szkeptikus volt a fia zenei karrierjével kapcsolatban, látta az 1977. december 1-jei fellépésüket a Madison Square Gardenben, elismerte, mennyire büszke rá. A következő Jazz albumukat az angol adótörvények elől menekülve már teljes egészében külföldön vették fel. Ez azt jelentette, hogy még jobban belemerültek a bulikba és az ivásba, és egyre több volt a feszültség a stúdióban, ami az érzékeny lelkű, depresszióra hajlamos Mayt megviselte hosszú távon: „Abban az időszakban teljesen elmerültünk a saját dolgainkban, és utáltuk azt, amit a másik csinál. Hogy őszinte legyek, akkoriban semmit sem toleráltunk, ami túlesett a látókörünkön.” Ráadásul az albumot, és azon May dalát, a „Fat Bottomed Girls”-t sok kritikus szexistának nevezte. Az albumot követő turnék felvételeiből 1979-ben összeállították első koncertalbumukat, a Live Killerst.

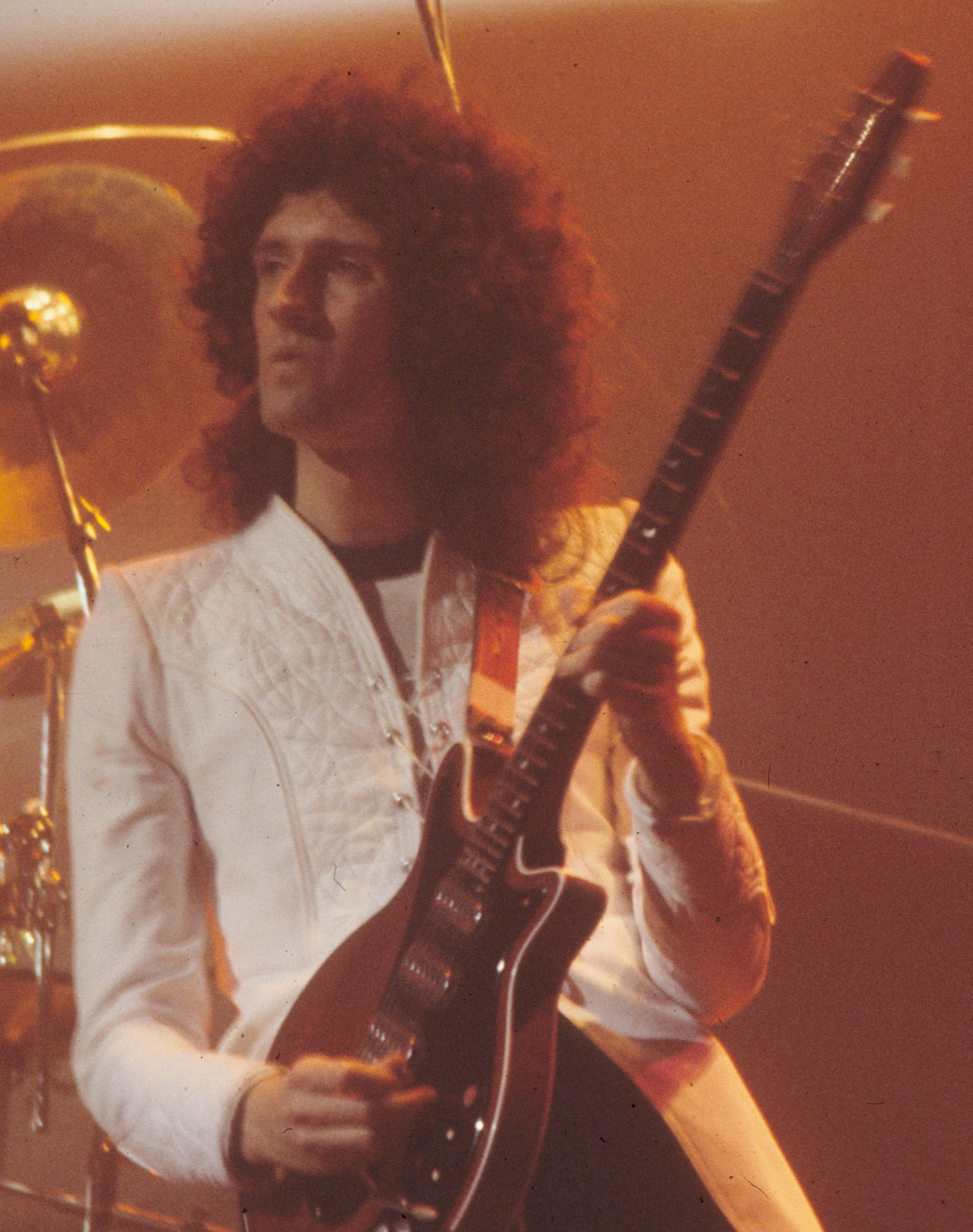
Egy 1977-es koncerten

A soron következő albumukat új producerrel, a német Reinhold Mackel, és új helyen, a müncheni Musicland Studiosban rögzítették. Mack a kevesebb több módszer híve volt, ennek szellemében igyekezett visszafogni May gitárjátékát, és előtérbe került az addig mellőzött szintetizátor. Hatással volt a zenéjükre a müncheni éjszakai élet is, és egyik törzshelyük, a Sugar Shack klub: „Eljátszottunk párat a régi dalaink közül, például a „Tie Your Mother Down”-t, de nem működött, mert túl volt zsúfolva, nem volt benne szabad tér. Ezután kifejezetten olyan dalokat írtunk, amelyekben sok szabad helyet hagytunk, így remekül hangzottak a Sugar Shackben.” Az 1980. június 30-án megjelent The Game, majd az arról kimásolt két kislemez: a „Crazy Little Thing Called Love” és az „Another One Bites the Dust” újra nagy siker lett világszerte. Ugyancsak 1980-ban elkészítették a Flash Gordon című film zenéjét, a filmzenealbum decemberben Flash Gordon címmel jelent meg. A főleg szintetizátoros aláfestő zenéből és zörejekből álló, kísérletező lemez producere May volt. A következő albumukon, az 1982. május 25-én megjelenő Hot Space-en Mercury és Deacon hatására a diszkó és funk hangzással próbálkoztak. May gitárjátéka kevesebb szerepet kapott az album dalaiban, így – Taylor mellett – ellenezte a változást. A lemez megosztotta az együttes rajongóit, és kevesebb példányban kelt el, mint az előző kiadványaik, Amerikában pedig annyira megcsappant irántuk az érdeklődés, hogy 1982 után nem is koncerteztek többet az országban.
A kudarcot követően úgy döntöttek, hogy visszatérnek a kemény rockhoz, így az 1984. február 27-én megjelenő The Works dalai keményebbek, egyszersmind slágeresebbek lettek. May szerzeménye, a hidegháborúra referáló „Hammer to Fall” kislemezen is megjelent, és a tizenharmadik helyet érte el a slágerlistán. Az „I Want to Break Free” videóklipjében mindannyian női ruhába öltöztek, egy népszerű angol szappanoperát parodizálva, Amerikában ez visszatetszést váltott ki. A lemezt követő turnén felléptek a Dél-afrikai Köztársaságban is, amiért sokan támadták őket, mert az ország az ENSZ kulturális bojkottja alatt állt az apartheid rendszere miatt. Részben a kritikák miatt, részben mert a The Works nem lett olyan sikeres, mint remélték, szünetet tartottak, és az is megfordult a fejükben, hogy feloszlanak. A szünetet az 1985. július 13-án megrendezett Live Aid koncert szakította meg. A Queen először meg sem akart jelenni a rendezvényen, de végül mégis felléptek, és hatalmas sikerük volt. A meleg fogadtatás meggyőzte őket, hogy van még igény a zenéjükre.
1986-ban Russell Mulcahy rendező felkérésére írták meg a Hegylakó című film zenéjét, az 1986. június 3-án megjelenő A Kind of Magic album dalainak fele a filmhez készült. Ezek közül az egyik legismertebb May szerzeménye, a szimfonikus „Who Wants to Live Forever” a huszonnegyedik helyet érte el az angol slágerlistán. Ezt követően három év szünetet tartottak, majd 1989. május 30-án kiadták a The Miracle albumot, amelyen minden dalt közös szerzeményként jeleztek. Erre az időszakra egyre jobban a figyelem középpontjába kerültek May válása, és Mercury betegsége miatt. 1991. január 17-én jelent meg az Innuendo albumuk, rajta a Maytől eredő „The Show Must Go On”-nal. Mercury 1991. november 24-én AIDS betegségben elhunyt, a túlélő tagok pedig 1992. április 20-án megrendezték a Freddie Mercury-emlékkoncertet, amelyen vendégelőadókkal adták elő az együttes dalait.

### Szólókarrier
May első szólóalbumát még 1983-ban adta ki Star Fleet Project címen. A három számot tartalmazó mini lemez egy véletlen során készült el: az akkoriban huzamosabb ideig Los Angelesben élő May összejött pár jó ismerősével, Eddie Van Halennel, Phil Chen basszusgitárossal, Alan Gratzer dobossal és Fred Mandellel a Record Plant Studiosban egy egész napos örömzenélésre. Nem terveztek felvenni semmit, a felvevő mégis egész idő alatt forgott a háttérben, így végül három dalt rögzítettek, amely a lemezre került: a May által írt „Let Me Out”-ot, a Star Fleet című gyermekműsor főcímdalának feldolgozását, és a majd tizenhárom perces, spontán örömzenét, a „Blues Breaker”-t, amellyel John Mayall 1966-os Blues Breakers with Eric Clapton albuma előtt tisztelegtek. A felvett anyagot végül csak kiadták egy rövidke albumon, a Queen hírnevét igyekezve reklámul kihasználni. A lemez azonban nem lett siker, csak a harmincötödik helyet érte el Angliában. A Kerrang! kedvelte: „minden résztvevő mélyre ásott a kollektív zenei szókincséhez, hogy létrehozzanak egy hosszú csipkelődést, amely kötelező minden blues rajongónak. Akár szörnyű is lehetne, mégis egy hihetetlenül élvezetes közjáték,” évekkel később az AllMusic két csillagra értékelte a lehetséges ötből, nagy hibájának felróva a rövidségét: „véget ér, mielőtt beindulna.”
- Too Much Love Will Kill YouA „Too Much Love Will Kill You” May szólókarrierjének legsikeresebb dala, az ötödik helyet érte el Angliában.

Nem tudod lejátszani a fájlt?
Ezek után éveken keresztül újra a Queenre koncentrált, és csak 1988 körül kezdett újra szólódalokon dolgozni. A munka lassan haladt, mert bár egyre hosszabb szüneteket tartottak két album között, a Queen azért még aktív volt, és May több dalát is átengedte az együttes lemezeire, jó példa erre a „Headlong”. 1991-ben elvállalta, hogy dalt ír az az év júliusában induló Ford reklámkampányhoz, így született meg a „Driven by You”. A dal 1991. november 25-én megjelent kislemezen, és – részben a Mercuryt övező médiaérdeklődés miatt – a hatodik helyet érte el Angliában. 1992. április 20-án a Freddie Mercury emlékkoncerten bemutatta a „Too Much Love Will Kill You” című új dalát, majd augusztus 24-én kislemezen is kiadta, ami az ötödik helyet érte el Angliában. 1992. szeptember 28-án jelent meg végül az első valóban önálló szólólemeze, a Back to the Light. A Star Fleet Projecttől eltérően ez egy teljes hosszúságú mainstream pop-rock lemez volt, amelynek ráadásul egyes dalai az akkoriban megélt traumáit, félelmeit dolgozták fel. A lemezt főleg Angliában fogadták jól, a hatodik helyet érte el, és több mint százezres eladással aranylemez lett. A Rolling Stone kritikusa az énekét dicsérte: „A Queen-rajongóknak, akik felfedezik ezt az albumot, valószínűleg az lesz a legmegrázóbb élményük, hogy rájönnek: milyen jó énekes,” évekkel később az Allmusic pedig azt írta: „a kemény hangzásra fókuszál, amelyet a Queen gyakran a háttérbe szorított az 1980-as években. Bár egyértelműen hasonlónak hangzik az egykori együttesének egy-két munkájához, May irányvonala mégis keményebb és érzelmesebb, mint a Queen dalainak nagy része.”
A lemez reklámozására May újra koncertezni kezdett, ehhez összehozta a The Brian May Bandet, amelyben ő énekelt és gitározott, Spike Edney billentyűsökön játszott, Neil Murray basszusgitározott (őt később Jamie Moses váltotta fel), és Cozy Powel dobolt. A turné megszakításokkal 1992 decemberétől 1993 decemberéig tartott, Joe Cocker és a Guns N’ Roses előzenekaraként felléptek Európában, Észak Amerikában és Japánban. A Queennel a telt stadionokhoz szokott Maynek meg kellett tapasztalnia az előzenekarok nehéz sorsát: fellépéseiket kevesen nézték meg, az emberek ki és be járkáltak az előadásuk alatt, előzenekarként pedig ki voltak téve a fő zenekar (és főleg Axl Rose) szeszélyeinek. Angliában két koncertet is adtak a Brixton Akadémián, az itt felvett előadás 1994. november 21-én jelent meg a Live at the Brixton Academy koncertfilmen.

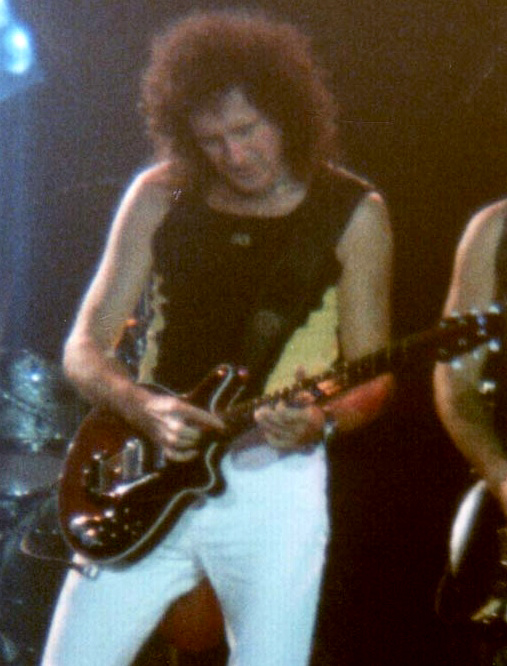
Egy 1998-as fellépésen tapping technikával játszik

A turnét követően May egy időre újra a Queen ügyeivel foglalkozott, 1993 és 1995 között készítették el az együttes utolsó albumát, a Made in Heavent. 1997 januárjában May, Deacon, Taylor és Elton John a párizsi Théâtre National de Chaillot-ban a részben a Queen zenéjére épülő A Ballet for Life műsorban előadták a „The Show Must Go On”-t. Ugyanebben az évben az EMI felkérte az együttest, hogy állítsanak össze egy válogatást a Queen keményebb dalaiból. A válogatás a Queen Rocks címet kapta, és november 3-án jelent meg. Egyetlen új dalt tartalmazott, a May által írt „No-One but You (Only the Good Die Young)”-ot, amely 1998 januárjában jelent meg kislemezen, és a tizenharmadik helyet érte el a slágerlistán.
1998 tavaszára fejezte be saját házi stúdiójában a tervezett harmadik albuma, az Another World dalait. Először feldolgozáslemezt akart készíteni, de végül csak pár dal került be például Jimi Hendrixtől és Larry Williams-től, a lemez nagy részét pedig eredeti dalok tették ki. A felvételeken egy-egy dalban Jeff Beck, Ian Hunter és Taylor Hawkins is közreműködött. A lemez 1998. június 1-jén jelent meg, és mindössze a huszonharmadik helyet érte el Angliában. A gitáros csalódott volt a langyos fogadtatás miatt: „csináltam néhány átkozottul jó számot, melyek nagyobb figyelmet érdemeltek volna.” Az Allmusic kritikusa két és fél csillagra értékelte: „az album nagy része nem tud felnőni a kezdő szám kemény rockjához, de még így is jól megmutatja, mennyivel magabiztosabban énekel és játszik nagyon kemény rockot May az 1992-es Back to the Lighthoz képest.”
Ezután 1998 szeptemberében és novemberében újra a The Brian May Banddel turnézott Angliában, Európában, Japánban és Ausztráliában. A nemrég elhunyt Cozy Powelt Eric Singer váltotta a doboknál. 2000-ben Furia címen kiadta az azonos című francia filmhez írt filmzenealbumot, majd ő és Taylor a Five nevű angol fiúcsapattal kiegészülve átdolgozta a „We Will Rock You”-t, gyorsítottak a tempóján, extra szöveggel és rap betéttel toldották meg. A kislemezen is kiadott dal ugyan az első helyet érte el az angol slágerlistán, de kritikailag nagyon elmarasztalták, és általános vélekedés szerint az együttes a saját emlékét tiporta sárba ezzel a feldolgozással. Ugyancsak 2000-ben Robbie Williams társaságában dolgozták át a „We Are the Champions”-t a Lovagregény című filmhez. Az együttműködés után felmerült, hogy Williams lehetne az együttes új énekese, de ez a rajongók és Deacon rosszallásának is köszönhetően végül is nem valósult meg.
2002-ben Robert De Niro produceri közreműködésével Londonban bemutatták az együttes zenéjére épülő We Will Rock You musicalt. A zene átdolgozásában May és Taylor is részt vett, a darab jövőben játszódó történetét pedig Ben Elton írta. A kritikusok sekélyesnek, bárgyúnak és unalmasnak találták. 2003-ban May és Taylor Nelson Mandela felkérésére szervezőként és zenei igazgatóként is közreműködtek a 46664 alapítvány AIDS ellenes koncertsorozatának megvalósításában. Ennek keretében világszerte több nagy koncertet szerveztek, amelyeken ők is felléptek. Az első koncerten, Fokvárosban három új AIDS témájú dalt is bemutattak, ezek voltak a „The Call”, a „Say It’s Not True” és az „Invincible Hope”.

### Queen + Paul Rodgers és utána

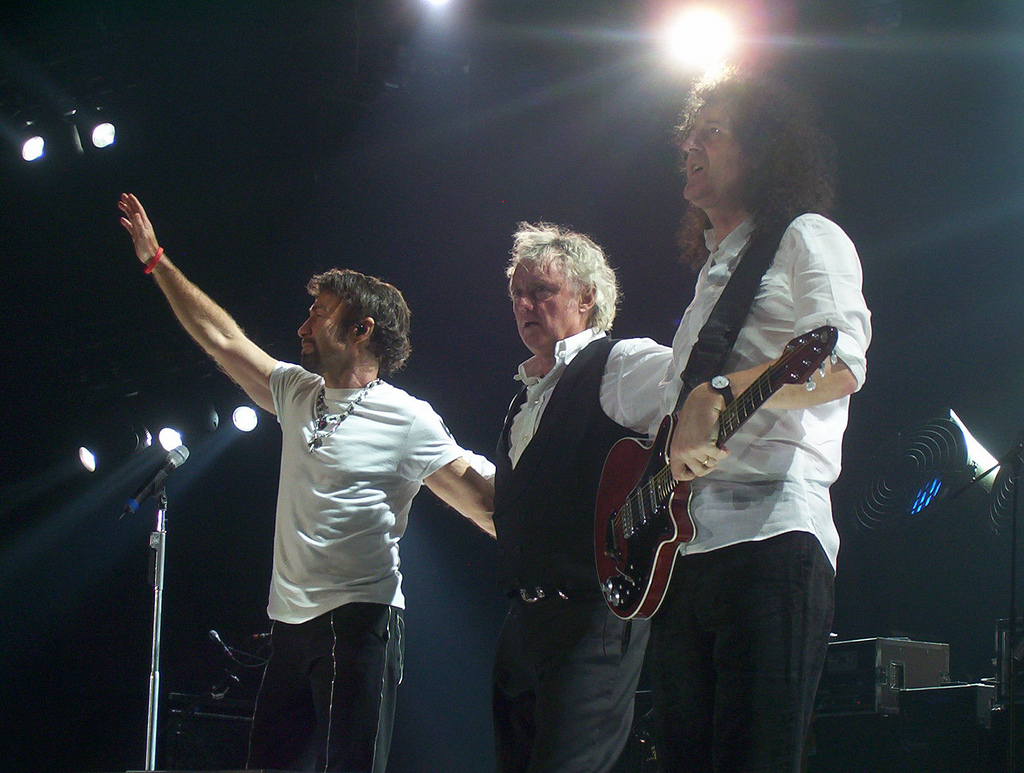
Rodgers, Taylor és May egy 2005-ös koncerten

2004-ben May fellépett a Fender cég által szervezett ünnepségen, ahol Paul Rodgerssel, a Free és Bad Company együttesek egykori énekesével közösen előadták az „All Right Now” című Free-dalt. Az eset után még abban az évben Taylorral kiegészülve az UK Music Hall of Fame gálán adtak elő Queen és Free dalokat. Úgy érezték, hogy olyan jól megértik egymást a színpadon, hogy érdemes lenne lebonyolítaniuk egy közös turnét. Deacont is megkeresték az ötlettel, de szokása szerint nem reagált semmit. A turné 2005-ben nagyrészt Európában zajlott, de felléptek Japánban és egy alkalommal Amerikában is. Ahogyan a weboldalukon is megerősítették, Queen + Paul Rodgers néven léptek fel, de három kiegészítő zenész segítette őket a koncerteken: Spike Edney billentyűs, Jamie Moses gitáros és Danny Miranda basszusgitáros. A turné során felvett anyagból 2005 szeptemberében megjelent a Return of the Champions koncertalbum és DVD.
Ezután rövidebb szünetet tartottak, de már előre bejelentették, hogy közös albumot készülnek felvenni. A lemezen nagyrészt May és Taylor házi stúdiójában dolgoztak, a dalokat külön ötletekből hárman formálták véglegesre, és nem jelölték külön melyiknek ki a szerzője. 2008. szeptember 15-én The Cosmos Rocks címen jelent meg a lemez, és ahogyan arra az előzetes nyilatkozatokban is utaltak, a dalok főleg Rodgers blues-rock múltját elevenítették fel. Nem kapott jó fogadtatást, csak az ötödik helyet érte el az angol listán, nagyrészt mert rengetegen kifogásolták, hogy az új formáció miért viseli a Queen nevet; valamint úgy vélték, hogy ezzel meggyalázzák a Queen örökségét. A kritikusok pár ritka kivétellel nagyon negatívan írtak róla – a Metacritic kritikákat összegző weboldal szerint minden idők egyik legrosszabbul fogadott lemeze. Két kislemez is megjelent róla: az AIDS témájú „Say It’s Not True”-t 2007. december 1-jén ingyenesen elérhetővé tették az interneten, az AIDS elleni küzdelem buzdítására, később a megvásárolható változata a 90. helyre került az angol slágerlistán; a celebeket kifigurázó „C-lebrity” pedig 2008. szeptember 8-án jelent meg, és a 33. helyet érte el. Bár a 2008-as turné jó látogatottságú volt (október 28-án felléptek Budapesten is), 2009 áprilisában mégis bejelentették, hogy felhagynak a közös zenéléssel.

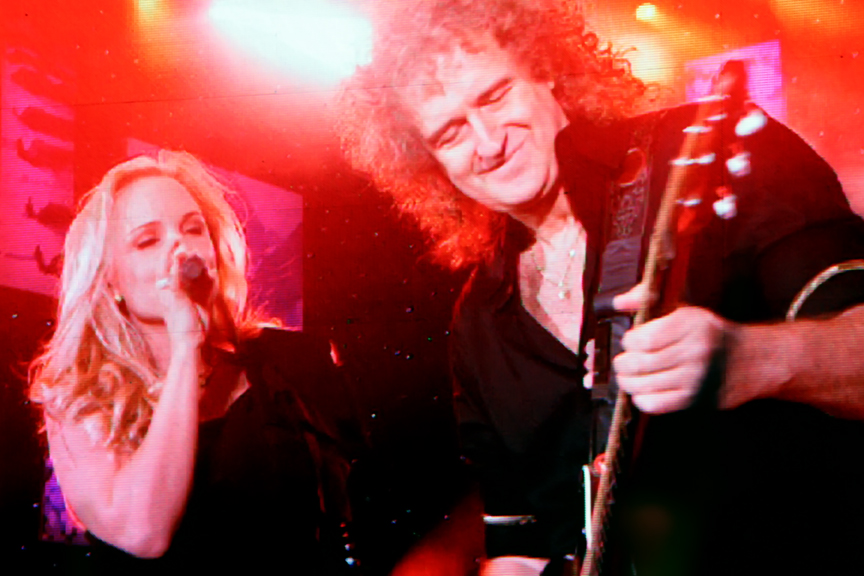
Kerry Ellis és Brian May egy 2010-es fellépésen

May és Taylor az ezt követő időszakban is aktívak maradtak, hol külön, hol együtt lépnek fel Queen dalokat előadva. 2009 novemberében megjelent az újabb karrierösszegző Absolute Greatest válogatáslemez, ami jól fogyott Angliában. 2010-ben elhagyták az őket évek óta képviselő EMI kiadót, és az Island Recordshoz szerződtek. Ennek alkalmából az Island újra kiadta az együttes stúdióalbumait felújított hangzással és mindaddig kiadatlan bónuszdalokkal. Miután Kerry Ellis színésznő-énekesnőt beválasztották a We Will Rock You musical szereplői közé, May többször együtt dolgozott vele. Ő volt a producere az énekesnő 2008-as Wicked in Rock című középlemezének, és 2010-es Anthems című albumának. Több alkalommal léptek fel közösen élőben. Lady Gaga 2011 májusában megjelent Born This Way albumának „You and I” című dalában May gitározott. 2011. augusztus 28-án közösen előadták a dalt az MTV Video Music Awards gálán Los Angeles-ben. May és Taylor 2012 folyamán többször is az American Idolban híressé váló Adam Lamberttel léptek fel, ami miatt meg is indult a találgatás, hogy esetleg Lambert lesz majd az együttes énekese, de ezt az énekes cáfolta. A 2012. évi nyári olimpiai játékok záróünnepségén Mercuryt kivetítőn idézték fel, May és Taylor pedig Jessie J társaságában adott elő Queen-dalokat. 2013 elején azt nyilatkozta, hogy Tony Iommival olyan közös albumot tervez kiadni, amelyen csak gitárriffek hallhatóak.

## Stílusa
May saját magától tanult meg gitározni: az apja megmutatott neki öt-hat akkordot az ukulele-bendzsón, és később ezeket alkalmazta a gitáron is. Fiatalkorában Ricky Nelson, Elvis Presley és a Shadows lemezeit hallgatva utánozta az azon hallható hangzást. Később még nagyobb hatással volt rá George Harrison vegyes stílusú, „szabadgondolkodó” játéka, Eric Clapton, aki ráirányította a figyelmét a blues-rockra, Jeff Beck, akinek csodálta a torzított hangzását, Jimi Hendrix tudása pedig annyira elbűvölte, hogy valahányszor látta vagy hallotta játszani, elvesztette az önbizalmát.
May szólói bonyolultak, mintha egy mini szerzemény lenne egy dalon belül, dallamosak, és gyakran használják fel a rock és blues kliséket. A szólók nagy részét ő dolgozta ki, ritkább esetben a dalszerző elképzelései mentén dolgozott. Rendszerint még a felvétel elején felvették az alapot, amely tartalmazott egy útmutató éneket, ami segítségével tudták tartani a ritmust. May elmondása szerint legtöbbször már ekkor elkezdett gondolkozni a szólón, az útmutató éneket figyelembe véve: „azok a legjobb szólók, amelyeket ugyanúgy lehetne énekelni, mint a szám dallamát. Azokat a fajta szólókat szeretem, amelyek utalnak a dallamra, de valamelyest meg is változtatják, ezáltal hozzáadva valami pluszt a dalhoz.”
A gyorsabb részeknél szinte kizárólag hammer on és pull off technikát alkalmaz. Vékony húrokat használ, ezért a vibratója lágy és puha. Túlnyomórészt standard hangolással játszik, de a keményebb dalokban (például „White Man,” vagy „The Prophet’s Song”) drop D hangolást használ. Egyedi szokása, hogy a power akkordok lefogásánál gyakran használja a hüvelykujját. A korai években még élőben is keveset improvizált, mert félt, hogy így könnyebben hibázik, de a 2000-es évektől a koncerteken egyre többet rögtönzött. Egy-két dalban kipróbálta többek közt a tapping (It’s Late), slide (Drowse) és sweep picking (Was It All Worth It) technikákat is.
Szinte a védjegyévé vált a stúdióban alapos munkával, többszörös rájátszásokkal felépített, vastag, három, vagy annál több szólamú gitárhangzása. Legelőször a Queen II album dalain sikerült kialakítania ezt, és rendkívül büszke volt rá. Az így kialakított hangzás annyira sokrétű lett, hogy az együttes korai idejében sokan szintetizátornak vélték, ezért is írták rá az első lemezeikre, hogy „nem használunk szintetizátort.” A gitár természetes gerjedését kihasználva, a Deacon által épített Deaky Amp és az AC30-as kombinációjával gyakran utánozta a hegedű, vagy fúvós hangszerek hangját. Élőben a wah wah pedállal befolyásolja a tónust, így próbálja utánozni a stúdióbeli hangzását. A jobb keze a pengetés mellett ilyenkor folyamatosan mozog, aprókat módosít a gitár beállításain. Az együttes koncertjeinek állandó része volt az 1986-ra kilencpercesre nyúlt gitárszólója, amelyben kétszeresen visszhangosítva játszott.
A bonyolult felvételeket rendkívüli műgonddal, gyakran hangról-hangra vette fel, képes volt napokat, heteket eltölteni egy-egy rövid részlet kidolgozásával, és nem egyszer még hajnali háromkor is a stúdióban volt, hogy – saját szavaival szólva – folytassa a „örök törekvést a tökéletességre.” Az együttesen belül nem egy összetűzés adódott abból, hogy a többiek nem tudták kivárni, amíg May kínos alapossággal beállítja a felszerelését, amiben az is hátráltatta, hogy igen szórakozott volt. Peter Hince szerint: „[a koncertek kezdetén] Briant a színfalak mögé kísérték, hogy felhangolja a gitárjait […] Mindig ragaszkodott hozzá, hogy közben beszélgessen vele valaki, ami elterelte a figyelmét, de közben el is felejtette, hogy melyik gitárt hangolta már be és melyiket nem, így unos-untalan újra kellett kezdenie. A kezdés már a küszöbön áll, és Brian hiábavalóan vesződik azzal, hogy egy ukulelét bedugjon egy elektronikus hangolóba.” Reinhold Mack azt mondta róla: „ha jött egy jó ötlete, rögtön elveszett a legjelentéktelenebb részletekben.”

### Dalszerzés és ének
Az első dalait még 1968-ban a Smile tagjaként írta, akkor még Taylorral vagy Tim Staffellel közösen. Később egyre termékenyebb dalszerzővé vált, és az együttesben Freddie Mercury után a második legtöbb dalt író tag lett. Az 1970-es években megjelent albumaikon majdnem fele-fele arányban voltak May és Mercury dalai, Deacon és Taylor akkor még keveset írtak, az 1980-as évekre ez kissé kiegyenlítődött az utóbbi kettő javára. Összességében az együttes több mint 190 dalából negyvenhatot ő írt, többnek társszerzője volt, és több olyan dal alapötletét ő hozta, amelyet később Queen szerzeménynek tüntettek fel. Saját magát az együttesen belül a hagyományosabb típusú dalok írójaként látta. Elmondása szerint általában a stúdiótól messze, útközben jöttek az ötletei, amiket papírra vagy hangszalagra rögzített. Amikor a stúdióba érkezett, elővette az ötleteket, leült valahová egyedül, és elkezdett a dalon gondolkozni. A Queen tagjaként rendszeresen megmutatták egymásnak a kezdeményeiket, és ötletekkel segítették egymást, de Mercury szerint az együttesen belül Mayjel volt a legnehezebb együttműködni a dalszerzésben, mert nagyon makacs volt az elképzeléseit illetően. „Akkor megy a legjobban a dalszerzés, ha nem gitáron próbálom, talán csak pár riffet vagy az alapokat, de furcsamód több rálátásod van egy dalra, ha olyan hangszeren játszol, amelyhez nem vagy hozzászokva. Nem vagyok a zongorához szokva, és nagyon inspirálónak találom, mert az ujjaid különböző hangokat szólaltatnak meg. Ellenben a gitárt kézbe veszem, és már tudom is, hová fognak esni rajta az ujjaim.” Bár a szólólemezeire főleg ő írta a dalokat, ezekre felkerült pár olyan szám is, amelyeket másokkal közösen írt, például a „Too Much Love Will Kill You”-t Frank Muskerrel és Elizabeth Lamersszel, vagy a „Nothin’ But Blue”-t Cozy Powellel. Több dala kislemezen is nagy sikert ért el, és népszerű sláger lett.
Mercuryhoz képest az interjúkban nagyobb hajlandósággal magyarázta a dalainak jelentését és hátterét. Szövegeinek visszatérő témája volt az apa fiú kapcsolat („Good Company”, „Father to Son”) a fiatalkor iránti nosztalgia („White Queen”, „Some Day One Day”)., és az együttes kevés politikus témájú dalai is hozzá köthetők, mint a hidegháborúra utaló „Hammer to Fall”, és az indiánok szenvedéseiről szóló „White Man”. Azt is elismerte, hogy vannak dalai, amelyeket az alkalom szült, és nincs különösebb mélységük: „Valahogy csak eszembe jutott a dallam, és szavak egy sora. Hasonlóan a »Tie Your Mother Down«-hoz. Fogalmam sincs, mit akar jelenteni a »tie your mother down«, egyszerűen csak találgattam.” 1982-ben így beszélt a dalszövegeiről: „…általában megpróbálok mondani valamit [a dalaimmal]. Nagyon foglalkoztat a béke. Ez a téma sok dalomban megtalálható. Előfordul, hogy egy szám látszólag valami teljesen másról szól, de a felszín alatt mégis erről van szó. […] Mindig is volt mondanivalóm. Úgy gondolom hogy egy zene akkor a lehető legjobb, amikor minden szinten megérint; amikor tested minden porcikájára hatással van, lelkedbe férkőzik, mivel olyan dal, amit egyszerűen nem lehet nem énekelni, amikor később is megérint, mert valóban elgondolkozol, miről is szól, és így érzelmeket vált ki, gondolkodásra késztet.”
Lágy, erőtlen hangjával – amelyet gyakran Paul McCartney-éhoz hasonlították – az 1974-től 1980-ig megjelent hét albumuk mindegyikén legalább egy saját szerzeményét elénekelte, összesen nyolcat. Az 1980-as években már ritkábban énekelt az együttes lemezein szólóvokált, akkor sem egy-egy egész dalt, csak pár sort. Taylor és Mercury mellett jelentős szerepe volt a bonyolult, többszólamú vokálok kialakításában, mind a stúdióban, mind a koncerteken. Taylor szerint ami hatásossá tette hármójuk vokálját, az az, hogy „Brian nagyon mélyre tudott lemenni, Freddie-nek nagyon erőteljes hangja volt középen, én pedig a magas hangokban voltam jó.” Az 1992-es szólóalbumán hallható énekét egy újságíró Mercury énekéhez hasonlónak tartotta, May szerint ez nem csoda, hiszen húsz éven keresztül együtt dolgoztak.

### Felszerelése

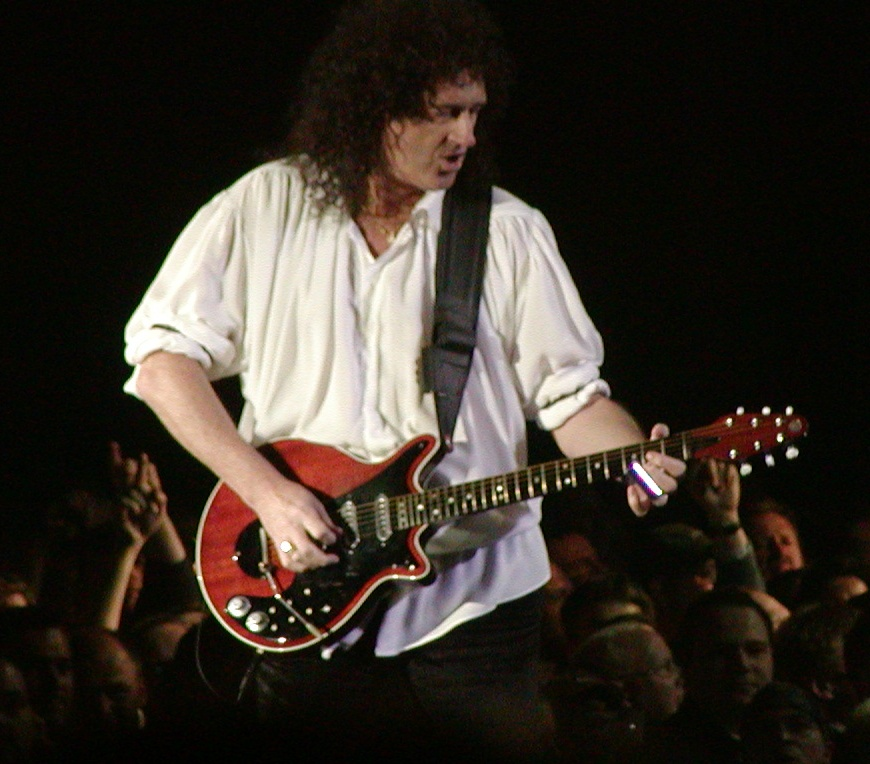
Brian May és a Red Special 2005-ben

May a pályafutása során a „csináld magad” módszer úttörője volt, ahelyett, hogy szériagitárokra, -erősítőkre és -effektekre hagyatkozott volna, folyamatosan fejlesztette a felszerelését. Megszólalásának egyediségét négy összetevő biztosítja: a Red Special gitár, a hatpennys érme mint pengető, a magashangszín-kiemelő és az Vox AC30-as erősítő. Ezek – az érmét kivéve – mind egyedileg készített vagy átalakított eszközök voltak.
Fő gitárja az 1964-re apjával közösen épített Red Special volt, a felvételeken és koncerteken szinte kizárólag ezzel, ritkábban a másolataival játszott. A gitár egyedi készítése egyedi hangot eredményezett: a hosszú, ütő alakú mahagóni nyaknak nagy szerepe van a gitár zengő tónusának létrehozásában, a félig tömör test pedig éppen megfelelő gerjedést produkál. A Burns hangszedők a telt, de mégis éles tónust biztosítják. Ezeknek a bekötését May saját maga tervezte: mindegyikhez egy kétállású kapcsoló és egy szabályzógomb csatlakozik, így a be- és kikapcsolásukkal lehet variálni a gitár hangzását. Pengetőnek hatpennys érmét használ, amely puha fémből készült, és recés éle van, ezért konkrétabb, határozottabb hangot lehet vele előidézni, mint a műanyag pengetőkkel. A gitárból a jel egyenesen a magashangszín-kiemelőbe érkezik: kezdetben Dallas Rangemastert használt, majd 1977-ben Pete Cornish készített számára egy egyedi típust (TB-83), később pedig Greg Fryer készített neki egy gitárpántra rögzíthető változatot.
Az AC30-as erősítőket Cornish-szal átalakíttatta, hogy megbízhatóbbak legyenek. Négy darab A osztályú EL84 elektroncsövet használt, így az erősítő tisztán, csilingelve szólt, hangosabbra véve viszont egyre vastagabb, puhább és torzított hangja volt. Ennek volt az eredménye a gitárhangzás, amely „szárnyalóbb és könnyedebb, mint a nagy Marshall és Hiwatt erősítőkből előcsalt recsegő, öblös és hangos üvöltés.” Az AC30 népszerű „hajlított” csatornájánál jobban kedvelte a „normál” csatorna kerekebb és melegebb tónusát. A koncerteken általában három erősítőt használ: a középsőbe érkezik a színtiszta gitárjel, amelyet csak a gitár hangszíngombja szabályoz, a jobb és bal oldali erősítők pedig az effektsorból érkező sztereó jelet kapják.
A kezdeti időszakban ritkán egy Fender Stratocasteren is játszott, és pár dalban később Fender Telecasterrel pengetett („Crazy Little Thing Called Love” és „Man on the Prowl”). Ugyancsak nagy ritkán használt Les Paul Deluxe-ot, Gibson Flying V-t, a turnékon pedig, hogy kímélje az eredeti Red Specialt, gyakran a Guild cég és Glen Fryer által készített másolatokon játszott. Lényegesen ritkábban játszott akusztikus gitáron, az együttes aktív időszakában rendszeresen tizenkét húros Ovation, és Martin D-18, a későbbi időkben Ovation és Guild márkán. Emellett – mint ahogy az együttes többi tagja is – több hangszeren is játszott a Queen felvételein: koto, hárfa, ukulele-bendzsó, zongora és orgona. Az 1980-as évek elején kezdett el szintetizátorral dolgozni, és nagyon megszerette a hangszert, rengeteget használta a Flash Gordon felvételei során, és 1988-ban ugyancsak szintetizátorral írt zenét egy alternatív Macbeth előadásra. Főleg a szólólemezeinél több dalban basszusgitározott.

### Effektek
Lehetőség szerint a tiszta, módosításmentes hangzásra törekedett, és adott esetben megelégedett a „természetes úton,” a stúdió bemikrofonozásával módosított hangzással. A két leggyakrabban használt effektusa a chorus és a visszhang. Egyike volt az első gitárosoknak, akik Boss CE-1 Chorus készüléket használtak, ez az effekt a korai koncertjeik hangzásának egyik fontos eleme volt. 1972-ben Cornish készített számára visszhangrendszert, amely három AC30-as és két módosított Echoplex EP3 visszhangeffektből állt: az egyik 800, a másik 1600 ezredmásodperc késleltetéssel. Ezt a rendszert használta a felvételeken és a koncerteken 1982-ig. 1976 januárjától élőben kilenc AC30-ast használt két Echoplexszel. 1982-ben ugyancsak Cornish épített számára egy hangrendszert, amely az effektpedálokat, az elosztó rendszert és a tápellátást foglalta magába, és amelybe a kábelek többségét véglegesen rögzítette, csökkentve a kontakthiba lehetőségét. Az egység magában foglalta a pedált, a Cornish által tervezett és készített elosztót, az Echoplexet pedig MXR DDL II visszhangeffektre cserélte. Ettől kezdve May tizenkét erősítőt használt a színpadon: hármat a színtiszta gitárhanghoz, hármat az első visszhang jelhez, hármat a második visszhang jelhez, hármat pedig a chorus jelhez. Inkább a korai felvételein hallható phaser (Foxx márkájú), és wah wah (korábban Vox, később CryBaby).

## Tudományos karrierje

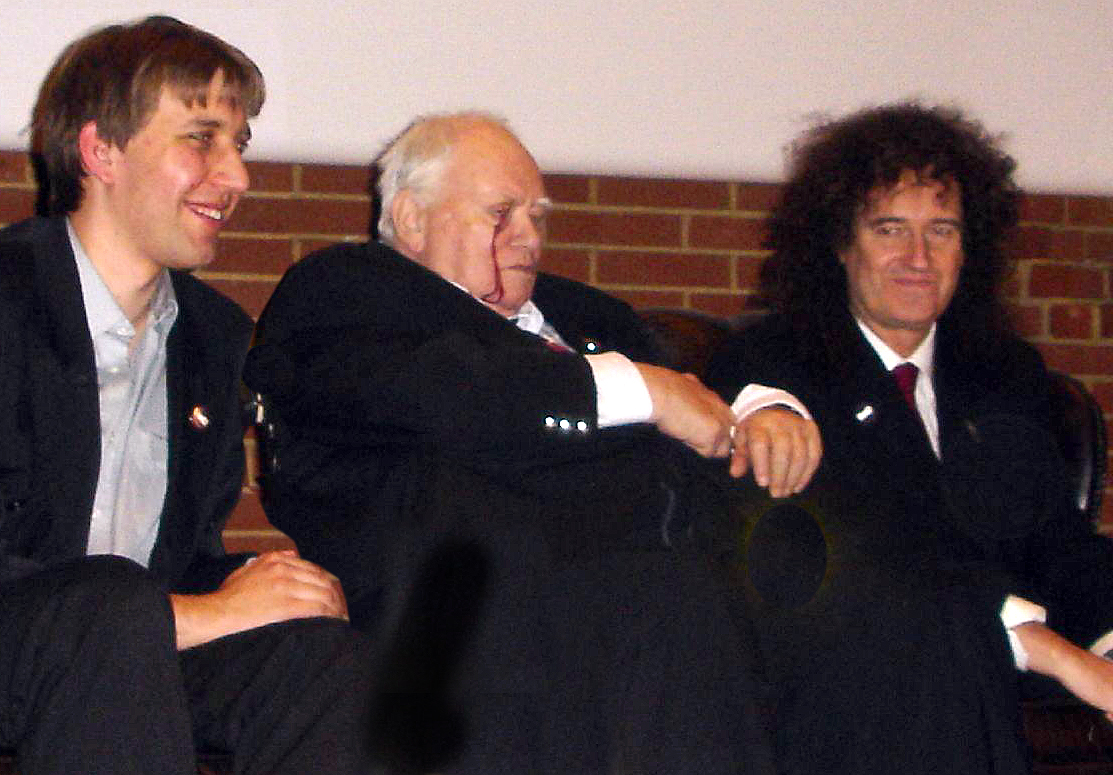
Chris Lintott, Sir Patrick Moore és Brian May 2007-ben

May egész iskoláskorában jól tanult, és 1965-ben olyan jó eredménnyel végzett a középiskolában, hogy az Imperial College-ban ösztöndíjjal tanulhatott tovább. 1968. október 24-én a Royal Albert Hallban tartott ünnepségen az anyakirálynőtől vehette át a BSc diplomáját. Ezután Nagy-Britannia vezető csillagásza, Sir Bernard Lovell felajánlott neki egy állást a Manchester melletti Jodrell Bank obszervatóriumban, de May visszautasította, egyrészt mert a doktori címet is meg akarta szerezni, másrészt mert a zenélés is Londonhoz kötötte. Az elkövetkező időszakban teljes munkaidőben matematikát tanított egy középiskolában, és a csillagközi porról írt doktori disszertációján dolgozott. Akkori professzora szavaival élve „csak egy lökésre” volt a disszertáció befejezésétől, de nem tudta összeegyeztetni a tudományos karriert a zeneivel, ezért végül az utóbbi mellett döntve félbehagyta a tudományos munkáját.
Az együttes aktív évei alatt keveset foglalkozott a tudománnyal. 1996-ban megismerkedett Sir Patrick Moore csillagásszal, aki később többször meghívta a BBC-n futó The Sky at Night című ismeretterjesztő műsorába. 2006-ban társszerzőként Moore-ral és Chris Lintottal közösen megírták a Bumm! A világegyetem teljes története című tudományos ismeretterjesztő könyvet. Ennek hatására döntött úgy, hogy befejezi félbehagyott disszertációját. Az összes régi jegyzete megvolt, és a választott területén az eltelt évek során nem történtek áttörő felfedezések, így 2007-ben doktori címet szerzett az Imperial College-ban. 2008-tól a Liverpool John Moores Egyetem (Liverpool John Moores University) kancellárja.
Mayt egész életében komolyan érdekelte a sztereoszkópia is. Kutatásokat is folytatott ez irányban, és végül 2009-ben Elena Vidallal közösen kiadta az  A Village Lost and Found című könyvet, amelyben Thomas Richard Williamsnek, a sztereó fényképezés egyik úttörőjének életét dolgozták fel. 2012-ben a Királyi Fotográfiai Társaságtól megkapta a Saxby medált a „háromdimenziós fényképezés területén elért eredményeiért.”

## Hagyatéka
A kritikusok egyedi hangzású, virtuóz technikájú gitárosnak tartják. 2011-ben a Rolling Stone által összeállított „minden idők 100 legjobb gitárosa” listán a 26. helyre került: „eszes kalandor, aki mindig új effektusok után kutat. […] fő gitárja, a Red Special […] egy házi gyártású csoda […] Mindenre képes, kezdve a tekergőző, magas hangú szólótól a »Bohemian Rhapsody«-ban, a »Stone Cold Crazy« proto-metal riffeléséig.” A közönségszavazásokon is népszerű: 2005-ben a Planet Rock hallgatói a hetedik, 2012-ben a Guitar World olvasói a második legjobb gitárosnak sorolták. Greg Prato így jellemezte az AllMusic oldalán: „Kevés gitárosnak van olyan azonnal felismerhető stílusa, mint Brian Maynek a Queenből. Rétegezett gitárhadával (amelyet többszólamú gitármelódiák egymásra játszásával alkotott meg) és azonnal megjegyezhető, jól kimunkált melódiáival egyedülálló a könnyűzenében.”
2005-ben „a zeneiparban tett szolgálataiért és a jótékonysági munkájáért” megkapta a Brit Birodalom Érdemrendjének parancsnoki fokozatát (CBE). A Queen tagjaként beiktatták a Rock and Roll Hírességek Csarnokába, és csillagot kaptak a Hollywood Hírességek sétányán. Patrick Moore javaslatára róla nevezték el az 1998-ban felfedezett „52665 Brianmay” kisbolygót. A stílusa több gitárjátékosnak adott inspirációt, például: Billy Corgan, John Petrucci, Slash, Steve Vai és Nuno Bettencourt.

## Magánélete

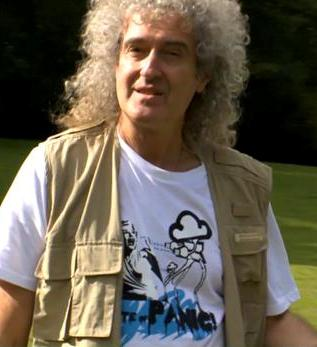
2011-ben egy állatvédő műsorban

1969 környékén ismerte meg Christine Mullent, akivel később össze is költözött, és az együttes korai idejében szerény körülmények között együtt élt. 1974 májusában házasodtak össze, és mivel akkoriban már jobban ment az együttesnek, egy nagyobb házba költöztek. Három gyermekük született: 1978-ban James, 1981-ben Lousia, 1987-ben pedig Emily. A házasságuk végül tönkrement, és 1988 nyarán elváltak. 1986-ban egy filmbemutatón ismerkedett meg Anita Dobson színésznővel. Először munkakapcsolat alakult ki közöttük, dalokat írt neki, és producerként segítette. Később, még May házassága alatt titkos viszonyt folytattak, amit a válása után nyilvánosságra hoztak. 1999 augusztusában egy angol bulvárújság megírta, hogy Dobson háta mögött viszonyt folytatott a személyi asszisztensével, Julie Gloverrel. A cikket egyik fél sem kommentálta, de Glover nem sokkal később felmondott. 2000 novemberében pár havi különélés után szűk körben összeházasodtak Dobsonnal. A The Sunday Times szerint 2013-ban nagyjából 95 millió font volt a vagyona.
Közeli ismerősei érzékeny lelkű, önbizalom hiányos embernek írták le. Harry Doherty újságíró, aki 2008-ban találkozott vele, elmondása szerint meglepődve tapasztalta, hogy még mindig olyan önbizalmi válságokat élt át, mint fiatalkorában. Az együttesen belüli civódások nagyon megviselték, és bár a Queen egyik legtermékenyebb szerzője volt, gyakran aggódott, hogy a többiek esetleg nem is értékelik, amit csinál. 1986 után depressziós lett, amelyet 1988-ban két esemény, a válása, és apja halála súlyosbított. 1990 környékére tudta túltenni magát a válságán.
May elkötelezett állatvédő. 2010-ben megalapította a Save Me elnevezésű állatvédő szervezetet, amellyel a rókák vadászatának és a borzok állat-egészségügyi okokból való kiirtásának engedélyezése ellen kampányol. 2020 óta, a Veganuár kihívásnak azóta is eleget téve, vegán életmódot folytat.
2020-ban szívrohamot, 2024 nyarán kisebb agyvérzést kapott.

## Diszkográfia
- Star Fleet Project (1983)
- Back to the Light (1992)
- Another World (1998)

## Bibliográfia
- May, Brian; Moore, Patrick; Lintott, Chris. Bang! The Complete History of the Universe. Carlton (2006). ISBN 1-84442-552-5
- May, Brian; Moore, Patrick; Lintott, Chris. The Cosmic Tourist. Carlton (2012). ISBN 978-1-84732-619-5
- May, Brian Harold. A Survey of Radial Velocities in the Zodiacal Dust Cloud (PhD thesis), Springer (2008). ISBN 978-0-387-77705-4
- May, Brian; Vidal, Elena. A Village Lost and Found. Frances Lincoln (2009). ISBN 978-0-7112-3039-2